# Tichá dolina
Die Tichá dolina (deutsch Tychatal oder Stilles Tal, ungarisch 	Csendes-völgy oder Ticha-völgy, polnisch Dolina Cicha (Liptowska)) ist ein Talsystem in der Slowakei in der Tatra. Obwohl es manchmal als erstes Tal der Hohen Tatra vom Westen genannt wird, gehört nach der aktuellen geomorphologischen Teilung nur das obere Talende zu diesem Gebirge, der überwiegende Teil liegt in der Westtatra.

## Beschreibung und Abgrenzung

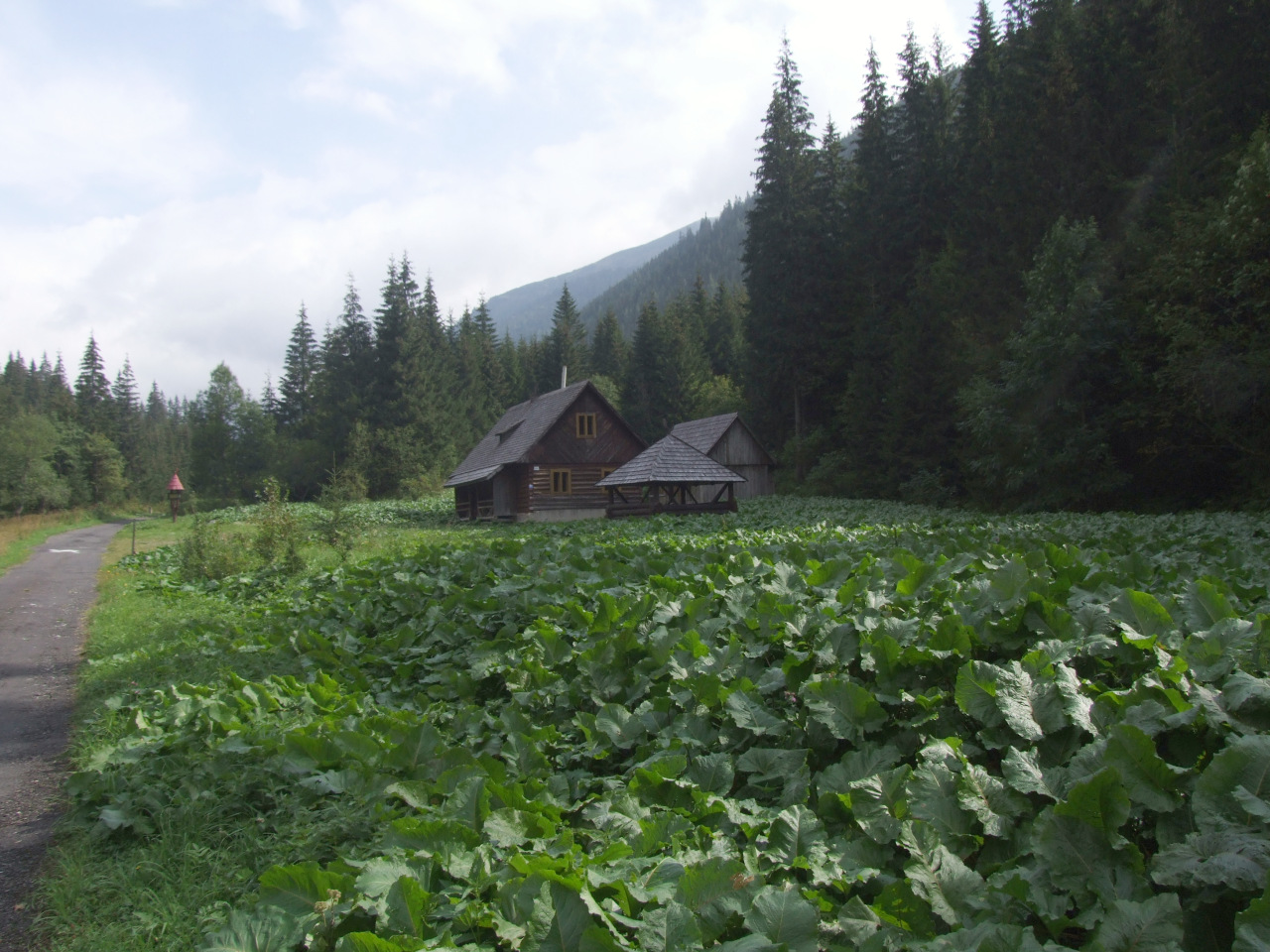
Talmündung bei Podbanské

Das Talsystem ist mit 16 km Länge und einer Fläche von 52,3 km² das größte Tal südlich des Tatrahauptkamms. Es beginnt auf etwa 950 m n.m. bei Podbanské und verläuft zuerst generell nach Norden, der Talabschluss bis zum Sattel Závory verläuft hingegen nach Osten beziehungsweise Südosten.
Die Tichá dolina umfasst insgesamt 24 Seitentäler, zu diesen gehören die orographisch links gelegenen Kôprovnica, Grapy, Žľab pitnej vody, Špania dolina, Krížna dolina, Malé Licierovo, Veľké Licierovo und Zadné Licierovo. Orographisch rechts liegen z. B. Tomanovská dolina, Javorová dolina und Dolina Hlina. Das Tal Valentkova dolina im Talabschluss gehört als einziges Tal im gesamten Talsystem zur Hohen Tatra.
Das Tal grenzt, durch den Bergstock Liptovské kopy getrennt, an das Talsystem von Kôprová dolina im Osten und Nordosten. Im Nordosten, getrennt durch den Hauptkamm der Hohen Tatra zwischen Hladký vrch und Svinica, an das polnische Tal Dolina Pięciu Stawów Polskich, weiter im Norden und westwärts folgen die ebenfalls polnischen Täler Dolina Gąsienicowa, Dolina Bystrej, Dolina Małej Łąki und Dolina Kościeliska, die über den Hauptkamm von Svinica über den Sattel Ľaliové sedlo (Grenze zwischen der Hohen Tatra und Westtatra) und Berge wie Kasprov vrch, Kondratova kopa, Kresanica, Poľská Tomanová, Smrečiny und Veľká Kamenistá. Im Westen gelingt man über den Seitengrat Grešov ins Tal Kamenistá dolina.

## Gewässer

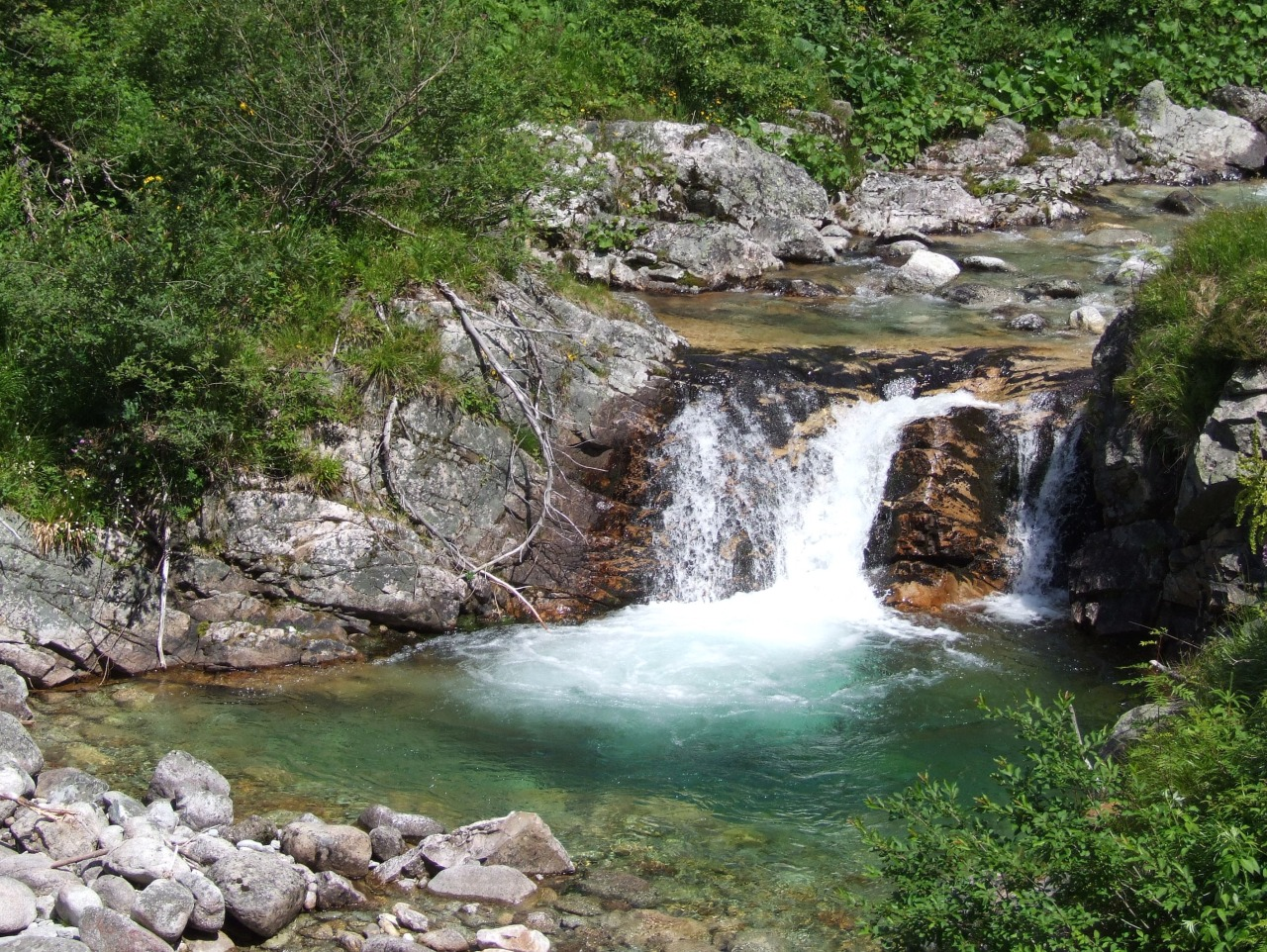
Kaskade im Verlauf des Tichý potok

Durch das Tal fließt der Bach Tichý potok (Stiller Bach), einer der Quellflüsse der Belá. Ein Bergsee ist der Valentkovo plieso im Talabschluss, im Seitental Tomanovská dolina liegen drei Bergseen, kollektiv Tomanovské plesá genannt.

## Name und Geschichte

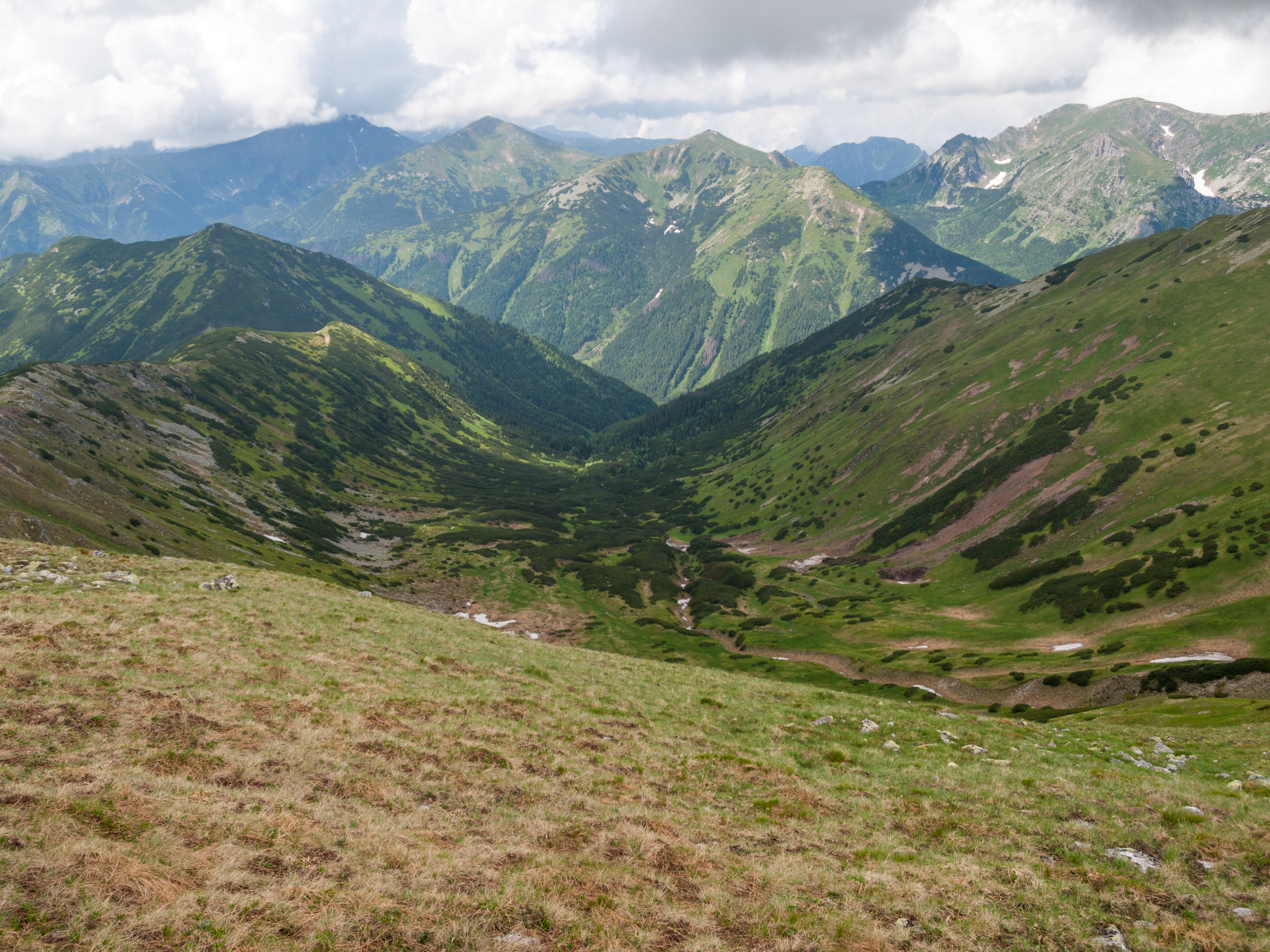
Kessel im Seitental Špania dolina

Der Name des Tals wird nach Angaben des slowakischen Tatra-Historikers Ivan Bohuš nicht von der „Stille“ (slowakisch ticho) abgeleitet, da das Tal in der Vergangenheit recht häufig durch Liptauer Hirten besucht worden war, eher durch den murmelnden und gemäßigten Lauf des Bachs Tichý potok, im Gegensatz zu den „rauschenden“ Bächen in vielen anderen Tälern der Tatra.
In der Vergangenheit besuchten Bergleute, Holzfäller und Hirten das Tal, auch für Schmuggler war es ein beliebter Weg von der Liptau ins polnische Podhale über den nur 1686 m n.m. hohen Sattel Tomanovské sedlo am Hauptkamm. Der Staat tolerierte zunächst die wirtschaftliche Nutzung des Tals, die Weiden wurden auf Kosten der Bergkiefer und des Walds immer weiter erweitert, was unter anderem die sich immer nach unten verschiebende Waldgrenze zur Folge hatte. Erst im 19. Jahrhundert begannen die Einschränkungen, doch die Almwirtschaft endete erst 1956, mit der Verlegung in die Niedere Tatra. Im Zweiten Weltkrieg war das Tal 1944 und 1945 Schauplatz von mehreren Gefechten zwischen den Partisanen und den Wehrmachttruppen.
Im November 2004 wurden die Wälder durch einen Orkan stark beeinträchtigt.

## Tourismus
Die touristische Hauptachse des Tals ist ein gelb markierter Wanderweg von Podbanské zum Sattel Suché sedlo am Tatrahauptkamm. Am Abzweig Liptovský košiar beginnt ein rot markiertet Wanderweg zu den Satteln Závory, mit einem weiteren Abzweig über einen grün markierten Weg ins Tal Kôprová dolina und weiter Hladké sedlo (ohne Weiterführung in Polen).